# 2016-os roueni terrortámadás
A 2016-os roueni terrortámadás során 2016. július 26-án délelőtt két iszlamista fegyveres túszul ejtett öt embert az észak-franciaországi Rouen egyik elővárosának, Saint-Étienne-du-Rouvray-nak a templomában, majd az egyiküket, a 85 éves Jacques Hamel atyát megölték.

## Események
A késsel felfegyverzett, arabul beszélő támadók a mise alatt mentek be a templom hátsó ajtaján, és foglyul ejtették a 85 éves Jacques Hamel atyát, két apácát és két hívőt. Egy apáca elmenekült, és riasztotta a hatóságokat.
A negyvenperces akció során a túszejtők azt mondták, hogy „ti keresztények, felszámoltok minket”, videóra vették, ahogy elvágták a térdre kényszerített pap torkát, és az egyik túszt is súlyosan megsebesítették. Végül – az egyikük kezében működésképtelen pisztollyal – kifutottak a templomból „Allahu akbar” („Allah a leghatalmasabb”) kiáltással, ekkor lelőtte őket a rendőrség speciális egysége.
A Daily Telegraph tudósítása szerint a merénylők az Iszlám Állam arab nevét (Daesh),[vitatott] míg a Washington Post szerint az „Allahu akbar” kifejezést kiáltották a gyilkosság közben.
Jacques Hamel atya temetésén a roueni érsek a gonoszság misztériumáról szólva megemlítette a pap utolsó szavait, amikor már a földön feküdt az első késszúrás után és megpróbálta lábával eltaszítani a támadóját: „Távozz tőlem, Sátán!”

## Elkövetők
A francia rendőrség mindkét támadót radikális iszlamistaként tartotta nyilván.
A 19 éves, Adel Kermiche nevű Franciaországban született helyi lakos 2015-ben hamis papírokkal kétszer is Szíriába akart utazni, hogy az Iszlám Államhoz csatlakozzon, de elfogták, terrorista kapcsolatok miatt vádat emeltek ellene és börtönbe zárták. Idén márciusban feltételesen szabadlábra helyezték, mert a bíró elhitte neki, hogy megjavult és beilleszkedik. A lábán elektronikus nyomkövetőt hordott és naponta néhány órára elhagyhatta a lakását (a gyilkosságot is ebben az időszakban követte el.) Manuel Valls francia miniszterelnök néhány nappal később az igazságszolgáltatás kudarcának nevezte, amiért a bíróság elengedte Kermiche-t.
Társa, a szintén 19 éves Abdel Malik Nabil Petitjean egy kelet-franciaországi városból származott és korábban ő is el akart jutni Szíriába. A titkosrendőrség úgynevezett „S"-jelű (sécurité d'état, vagyis állambiztonsági) aktát vezetett róla.

## Reakciók

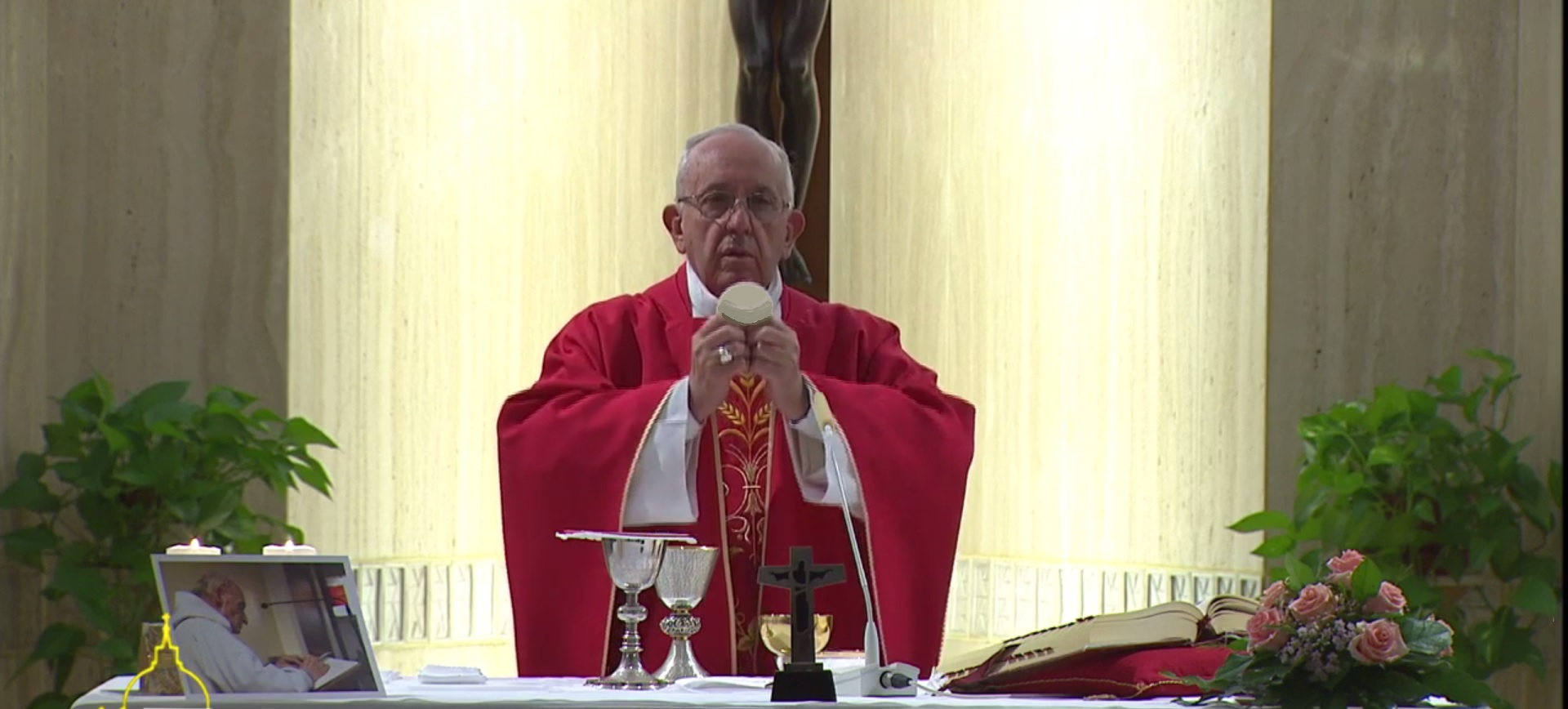
Ferenc pápa 2016 szeptemberében, Jacques Hamel lelki üdvéért bemutatott miséjén

Az  Iszlám Állam közleménye szerint a szervezet két „katonája” hajtotta végre a támadást.
François Hollande francia elnök az esetet gyalázatos terrorcselekménynek nevezte. Manuel Valls kormányfő úgy fogalmazott, hogy „elborzasztotta ez a barbár támadás, mely minden franciát és katolikust ért”.
Federico Lombardi, a szentszéki sajtóközpont leköszönő igazgatója barbár gyilkosságnak nevezte a támadást és különösen megrázónak, hogy „ez a szörnyű erőszakcselekmény egy templomban zajlott, ahol Isten szeretetét hirdetik”. Hozzátette, hogy Ferenc pápa „mélységesen elítéli a gyűlölet minden formáját, és imádkozik az áldozatokért”. Dominique Lebrun roueni érsek azonnal visszaindult a krakkói Ifjúsági Világtalálkozóról, melynek nyitó szentmiséjén a terrorizmus áldozataiért, köztük a vértanúhalált szenvedett Jacques Hamel atyáért imádkoztak a résztvevők.
A francia püspöki konferencia „ima- és böjti napra” hívott július 29-én „országunkért és a világbékéért”.
2016 szeptemberében Ferenc pápa a meggyilkolt pap lelki üdvéért bemutatott miséjén idézte utolsó szavait („Távozz tőlem, Sátán!”), amelyekkel még abban a pillanatban sem „veszítette el tisztánlátását, hogy világosan megnevezze gyilkosát”, mivel „Isten nevében ölni a sátán műve”.